# Straimont-Grapfontaine
Straimont-Grapfontaine is een voormalige gemeente in de Belgische provincie Luxemburg. Het grondgebied is nu verdeeld over de gemeenten Herbeumont en Neufchâteau. De gemeente omvatte de plaatsen Straimont, Grapfontaine, Harfontaine, Hosseuse, Martilly, Menugoutte, Nolinfaing, Montplainchamps en Warmifontaine.

## Geschiedenis
De gemeente ontstond in 1828, toen van de uitgestrekt gemeente Straimont het zuidelijk deel werd afgesplitst als een nieuwe zelfstandige gemeente Suxy. De gehuchten Harfontaine, Martilly, Menugoutte en Warmifontaine bleven bij Straimont, en de gemeente werd ook uitgebreid met de gehuchten Grapfontaine, Hosseuse, Montplainchamps en Nolinfaing, overgeheveld van de opgeheven gemeente Hamipré, die toen bij Longlier werd gevoegd.
De gemeente Straimont-Grapfontaine werd alweer ontbonden in 1837. Het oostelijk deel werd de nieuwe gemeente Grapfontaine, waarbij ook Harfontaine, Hosseuse, Nolinfaing, Montplainchamps en Warfontaine werden ondergebracht. Het westelijk deel werd een nieuwe kleinere gemeente met de naam Straimont, waarbij Martilly en Menugoutte werden ondergebracht. De twee gemeenten Straimont en Grapfontaine bleven zelfstandig tot ze in 1977 deelgemeenten werden van respectievelijk Herbeumont en Neufchâteau.